# Émile Pollak
Pour les articles homonymes, voir Pollak.
Émile Pollak, né le 21 avril 1914 à Marseille et mort dans la même ville le 7 janvier 1978, est un avocat qui fut l'une des grandes figures du barreau français du XXe siècle entre les années 1940 et la fin des années 1970.

## Formation
Fils d'un bijoutier, Raoul Pollak, conseiller général  républicain socialiste du douzième canton de Marseille, et neveu d'un avocat, il fait ses études au lycée Thiers à Marseille, puis à la faculté de droit d'Aix-en-Provence. Il est admis au stage le 25 juillet 1935 et s'inscrit au barreau de Marseille le 19 décembre 1938.

## Carrière
Au cours de sa carrière, il s'illustre dans de nombreux procès, dont certains ont été très médiatisés. C'est ainsi que parmi les personnes dont il fut le défenseur, il y eut les voleurs des bijoux de la Begum en 1952, Gaston Dominici et son fils en 1954, les frères Guérini, Pierre Goldman lors de son second procès devant la cour d'assises de la Somme en 1976.
Il a été aussi un partisan convaincu et engagé pour l'abolition de la peine de mort. L'un de ses clients, Hamida Djandoubi, fut le dernier prisonnier condamné à mort à être exécuté en France, le 10 septembre 1977, quelques mois seulement avant le décès d'Émile Pollak d'un cancer du poumon.

## Hommage posthume
Une rue porte son nom dans le 6e arrondissement de Marseille.